# Région du Sud-Ouest (Cameroun)
Pour les articles homonymes, voir Région du Sud-Ouest.
La région du Sud-Ouest (en anglais : Southwest Region), est l'une des dix régions du Cameroun, située à l'extrême ouest du pays, à la frontière du Nigeria. Sa capitale est Buéa. La région est l'une des deux régions anglophones du Cameroun, avec celle du Nord-Ouest. 

## Situation
| État de la Bénoué   | État de Taraba  | Région du Nord-Ouest |
| État de Cross River | Sud-Ouest       | Région de l'Ouest    |
|                     | Golfe de Guinée | Région du Littoral   |

## Histoire
Entre 1884 et 1916, la région, comme le reste du Cameroun, est colonisée par l'Allemagne sous le régime du protectorat. En 1922, après la Première Guerre mondiale, la région est placée sous mandat britannique et devient une partie du Cameroun méridional. En 1961, à la suite d'un référendum, la région est rattachée au Cameroun indépendant.
En novembre 2016, des enseignants déplorent la nomination de francophones dans les régions anglophones du Nord-Ouest et du Sud-Ouest, et des juristes rejettent la suprématie du droit romain sur la common law anglo-saxonne. La majorité des leaders de la contestation appellent à un retour au fédéralisme, tandis qu'une minorité réclame l'indépendance et la proclamation d'un nouvel État, « l'Ambazonie ». Le pouvoir éxecutif, dirigé par Paul Biya et son Premier ministre anglophone, Philémon Yang refusent d'accepter ces deux exigences. Dès décembre 2016, les manifestations en zone anglophone, réprimées par les forces de l'ordre, font les premiers morts parmi les civils. D'autres suivront lors de manifestations, durement réprimées par les forces de l'ordre. 
Le 17 janvier 2017, plusieurs leaders anglophones à l'origine des manifestations sont arrêtés et inculpés d'« actes de terrorisme ». Paul Biya abandonne les poursuites en août. Entre janvier et mars, Internet est coupé dans les régions anglophones. Le 1er octobre, au moins 17 personnes sont tuées lors d'une proclamation symbolique d'indépendance par les séparatistes. Fin 2017, une frange séparatiste radicale de la minorité anglophone, prend les armes. Dispersée en plusieurs groupes, elle attaque les forces de sécurité et les symboles de l'État, comme les écoles, qu'ils incendient. Ils enlèvent également des policiers, des fonctionnaires et des hommes d'affaires, parfois étrangers. En 2018, les combats entre soldats et séparatistes deviennent quasi-quotidiens, faisant 170 morts parmi les forces de sécurité et « au moins 400 civils » selon le centre d'analyse International Crisis Group (ICG). Environ 200 000 personnes ont été contraintes à fuir de chez elles.

## Subdivisions

### Départements

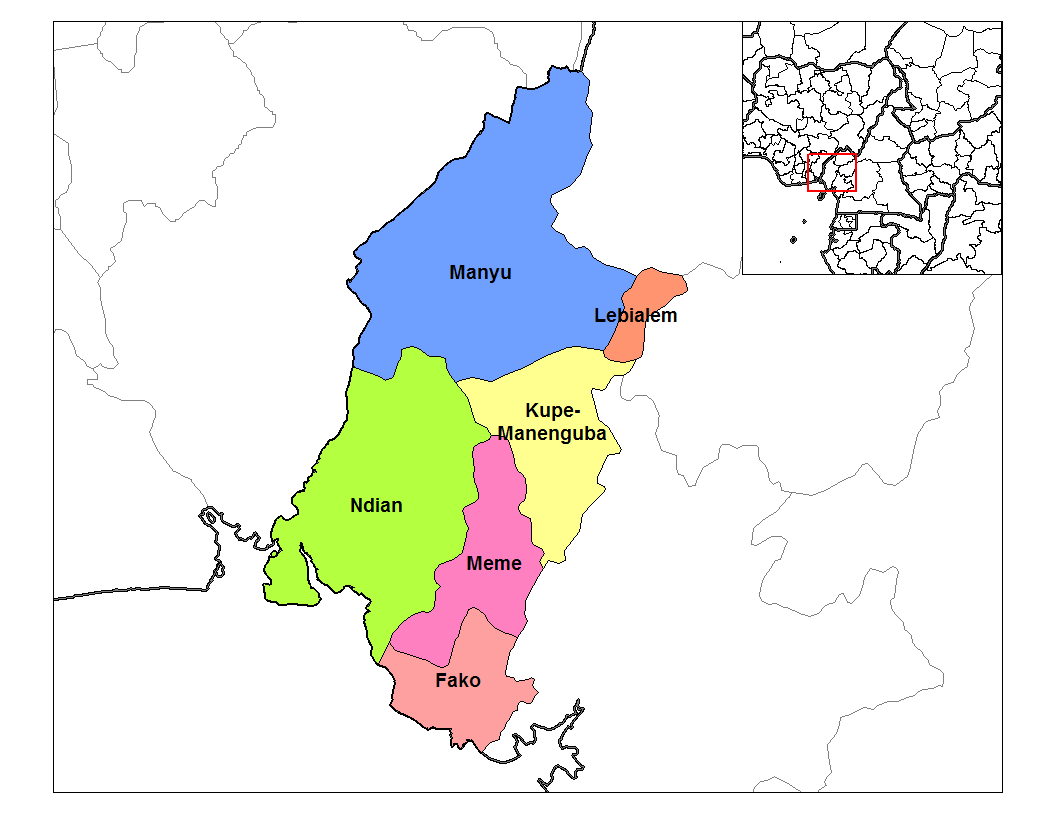
Carte de la région et ses départements.

La région, qui se compose de six départements, couvre une superficie de 24 571 km2 et abrite plus de 1 242 700 habitants en 2001.
En 2005, elle compte 1 316 079 habitants.
| Département      |  | Chef-lieu | Superficie | Population (2001) | Nb Cnes |
| ---------------- |  | --------- | ---------- | ----------------- | ------- |
| Fako             |  | Limbé     | 2 093      | 367 812           | 7       |
| Koupé-Manengouba |  | Bangem    | 3 404      | 123 011           | 3       |
| Lebialem         |  | Menji     | 617        | 144 560           | 3       |
| Manyu            |  | Mamfé     | 9 565      | 177 389           | 4       |
| Meme             |  | Kumba     | 3 105      | 300 138           | 5       |
| Ndian            |  | Mundemba  | 6 626      | 129 659           | 9       |

### Arrondissements
La région compte 28 arrondissements.

### Communes
La région compte 31 communes.

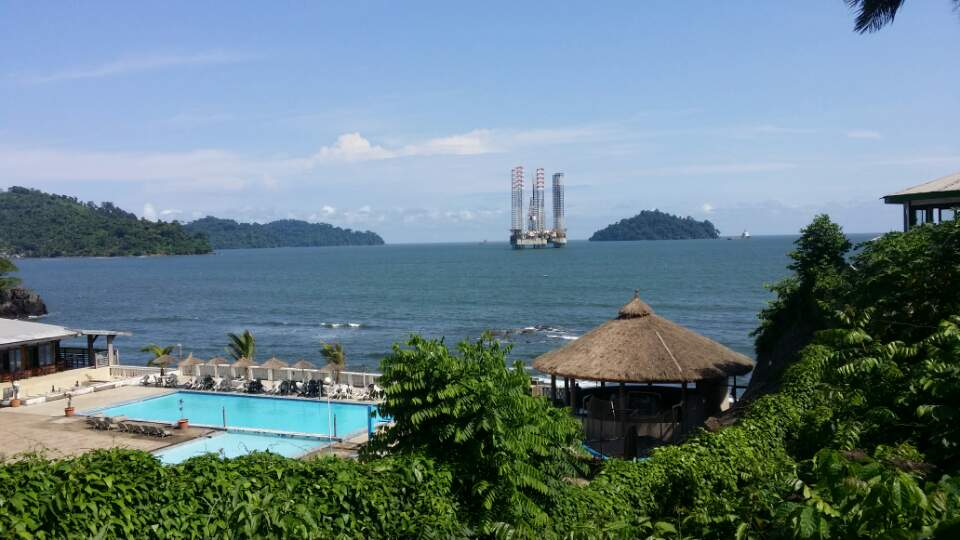
Mer au loin, plage de Limbé.
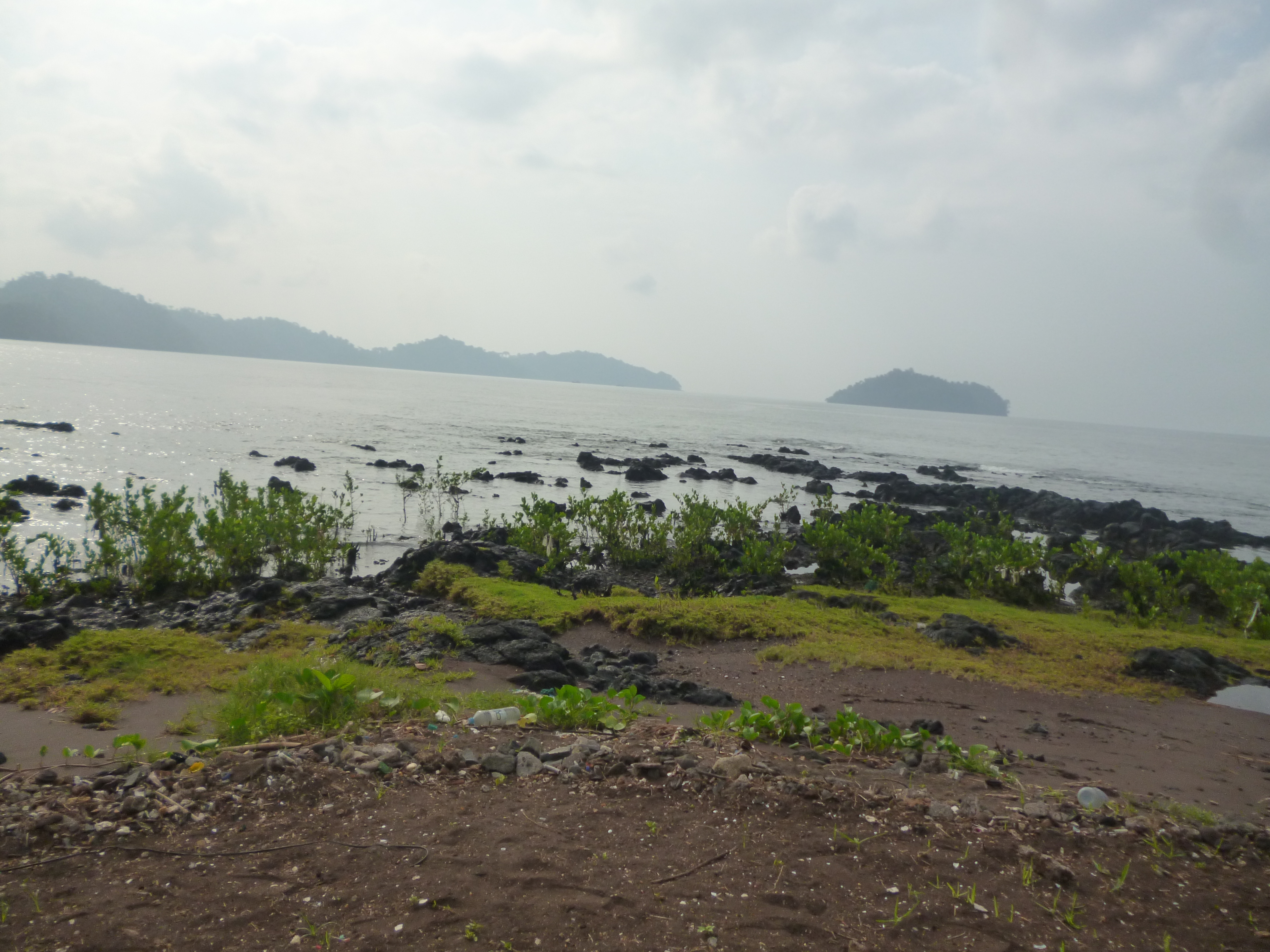
Bota Beach.
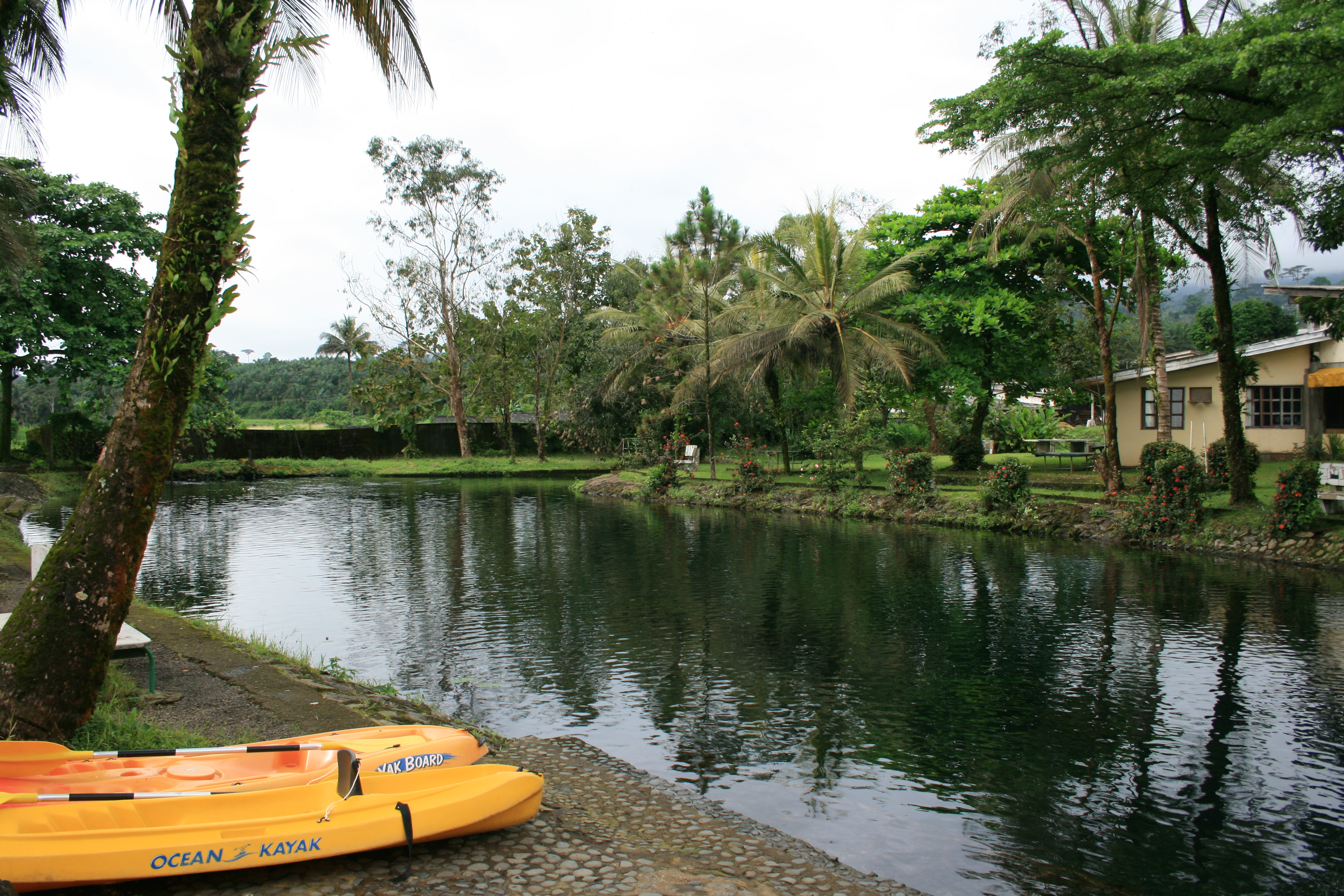
Semme Beach, Limbé.
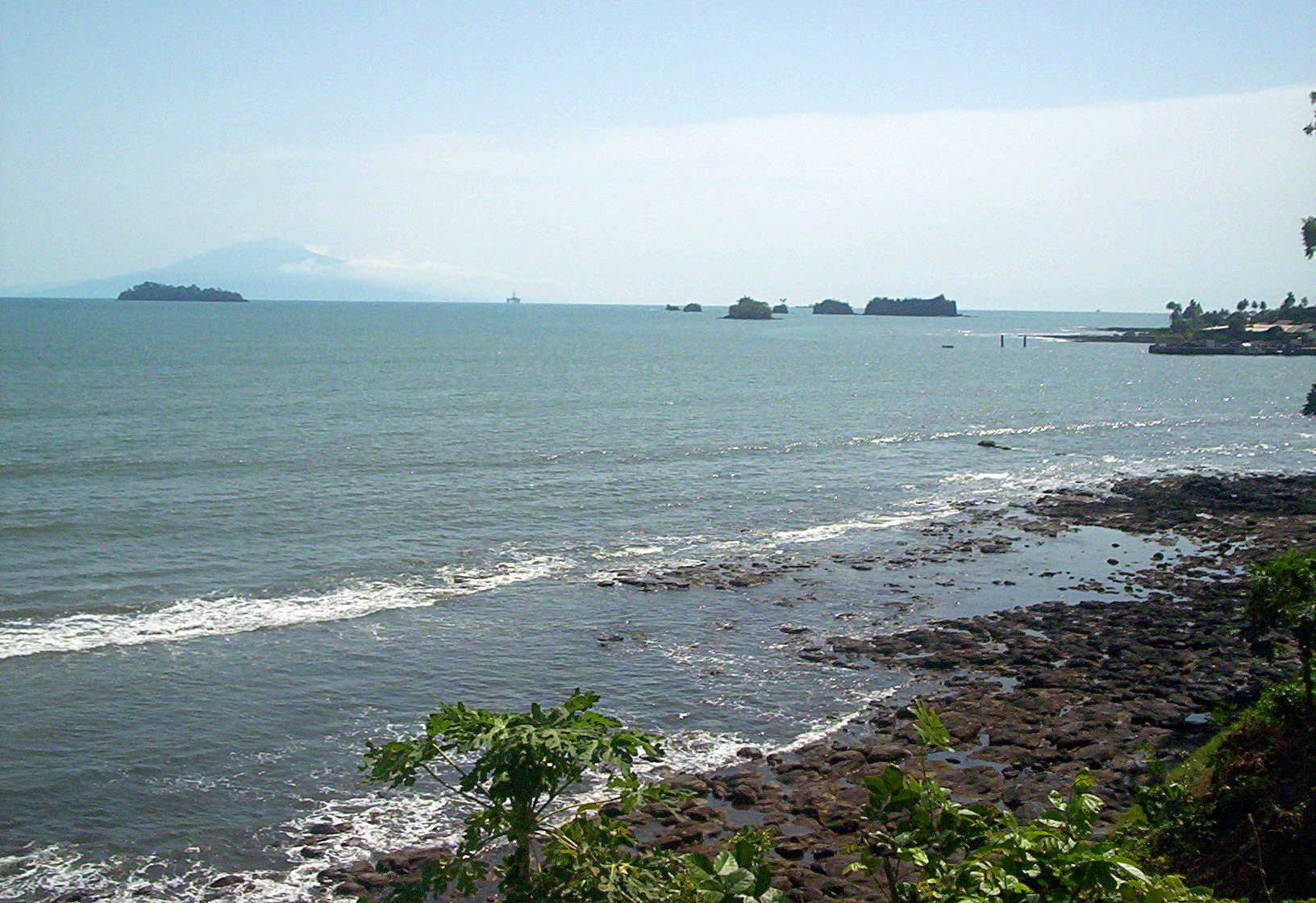
Bioko Beach, Limbé.
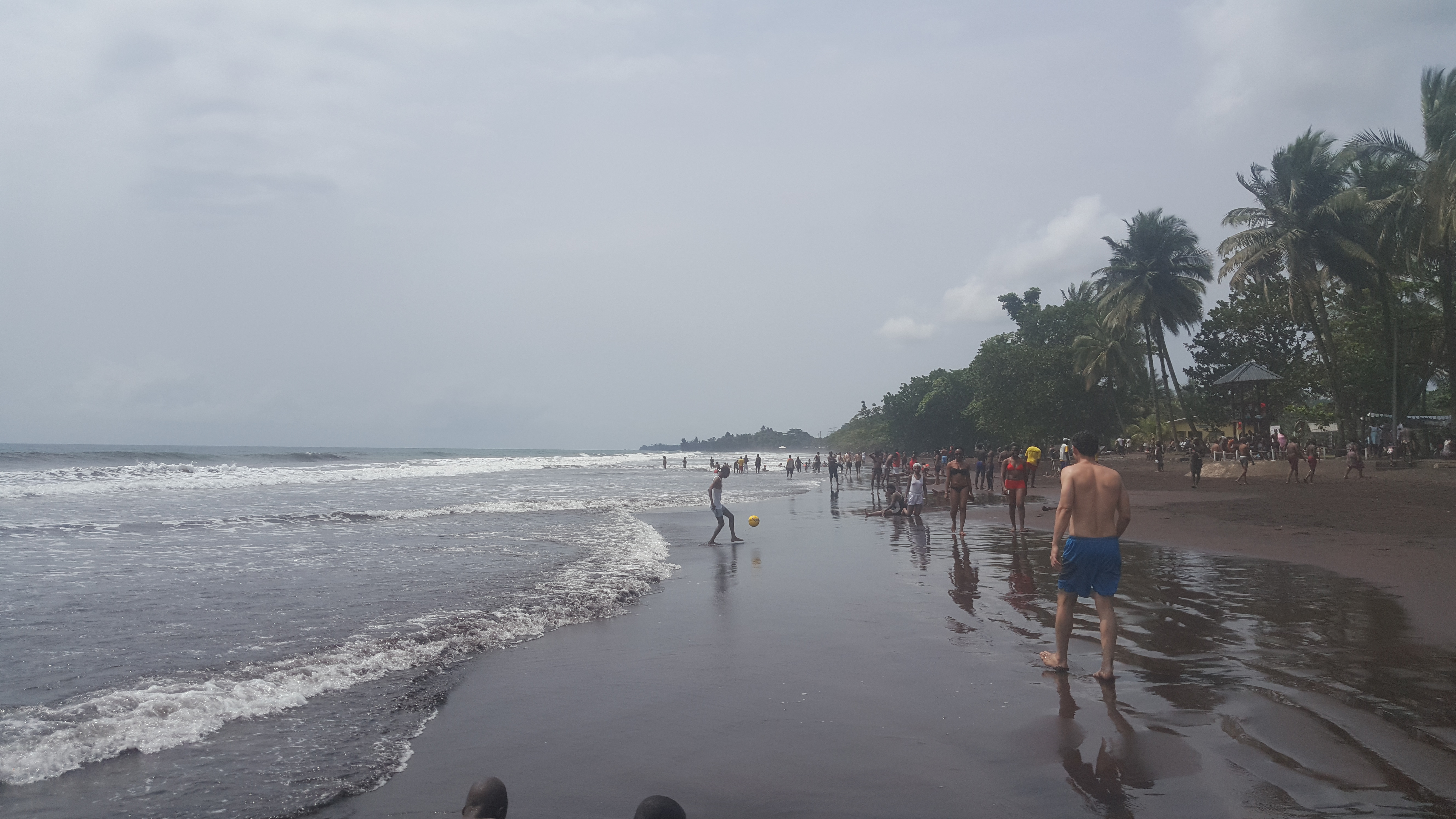
Touriste sur la plage de Limbe.
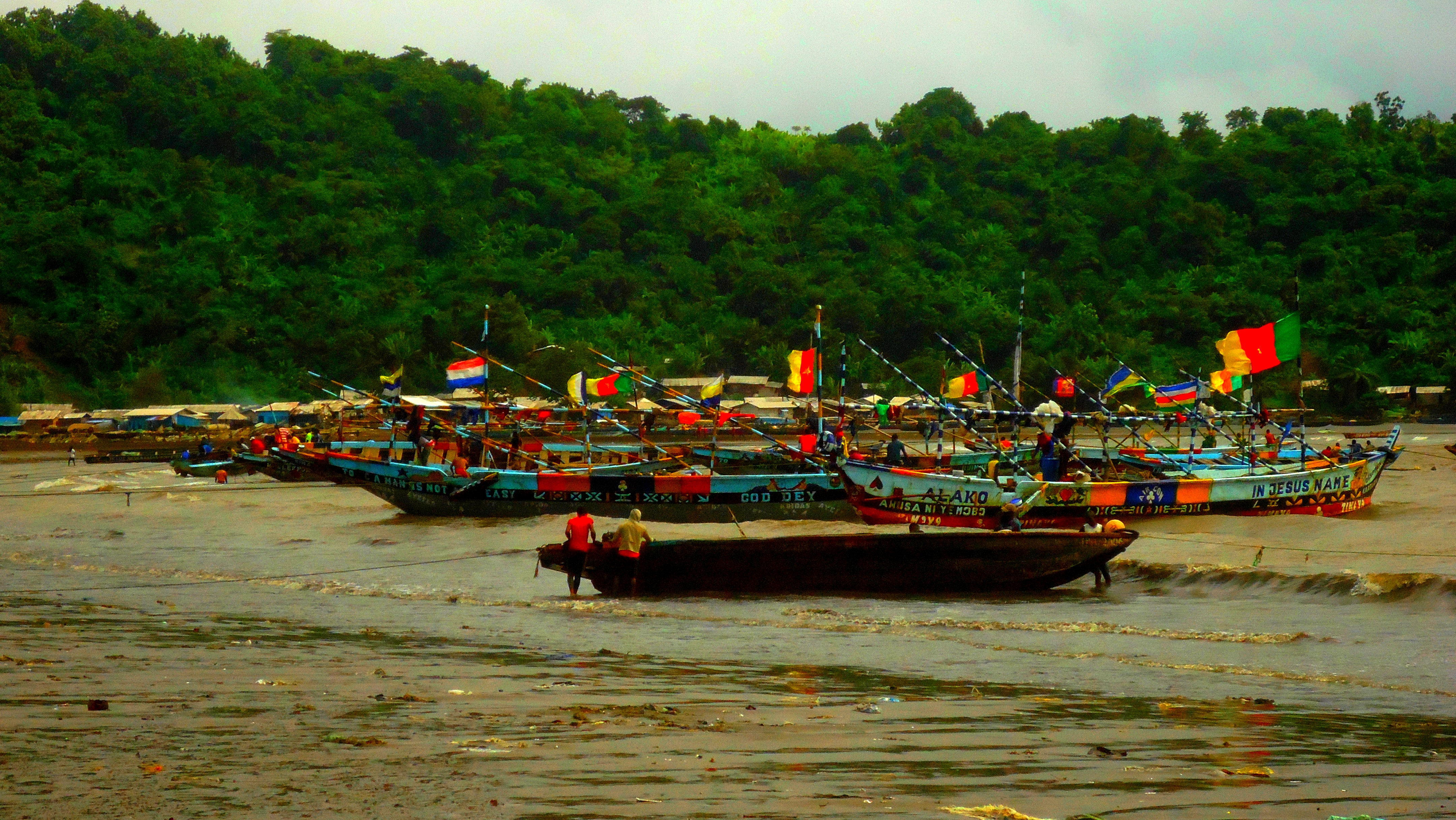
Pirogues de pêche à Down Beach, Limbé.
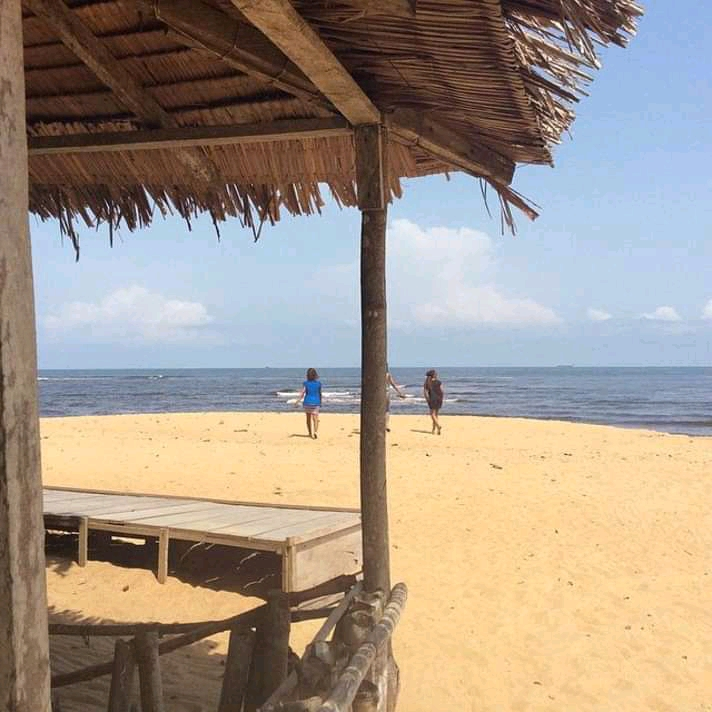
Plage de Limbé.
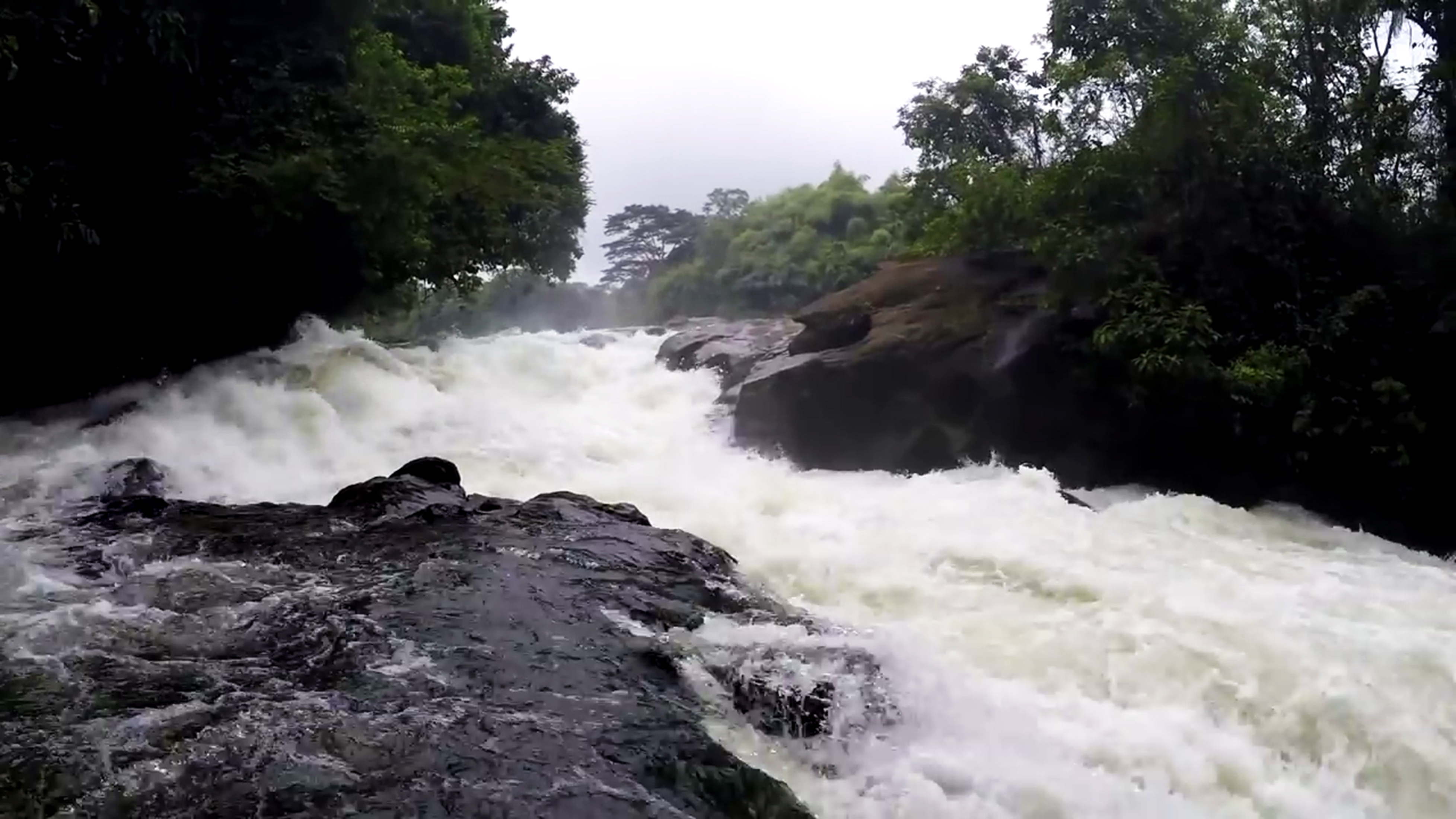
Chutes d'eau au parc national Korup.
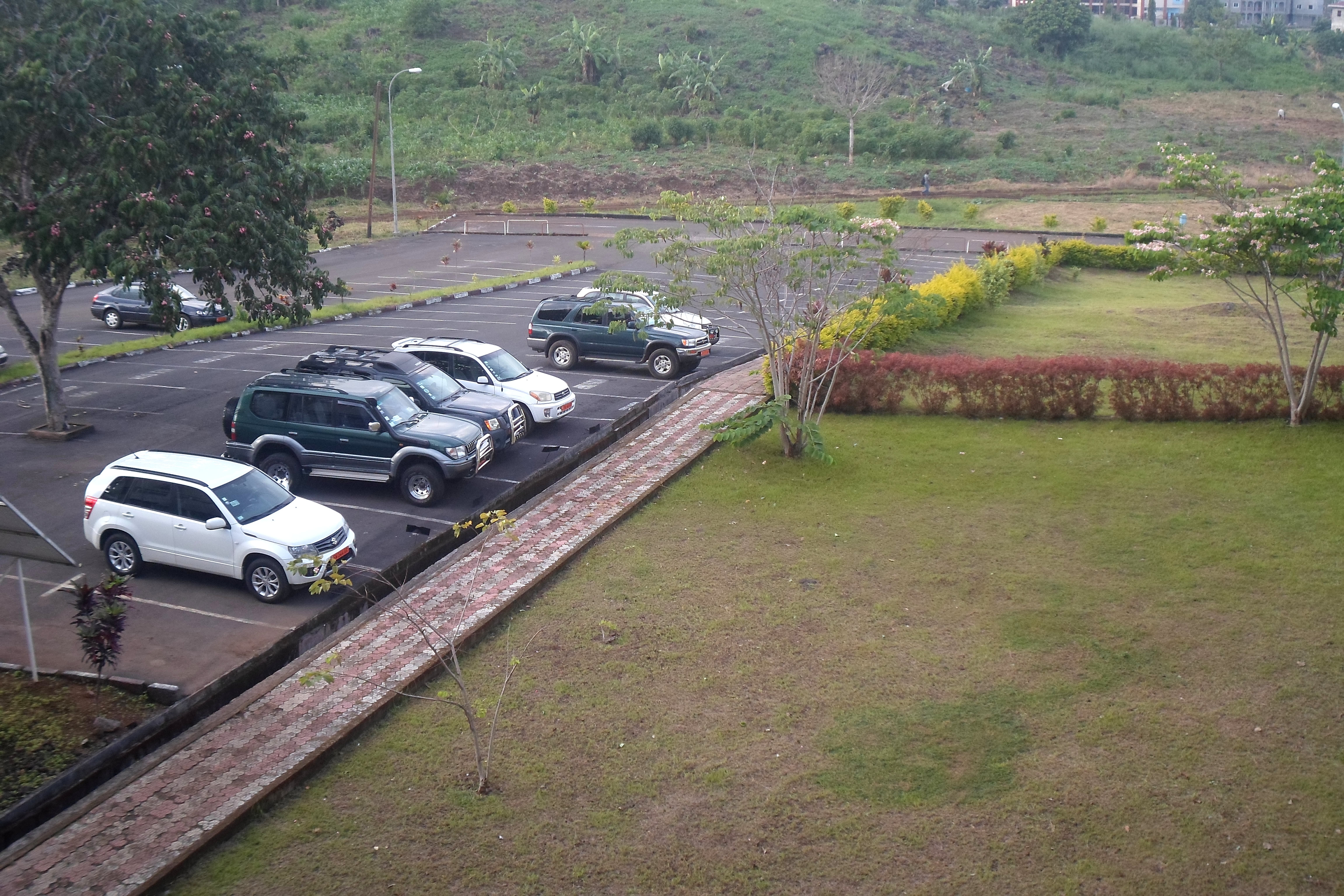
Parking de l'université de Buéa.
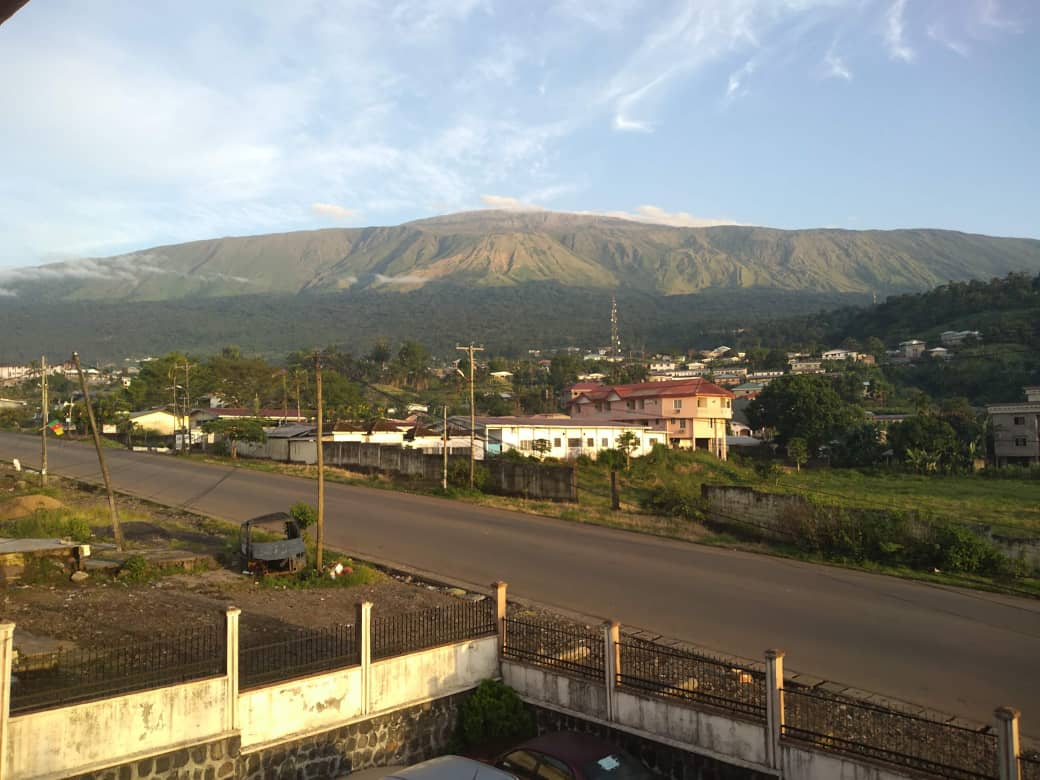
Mont Cameroon depuis Soppo.
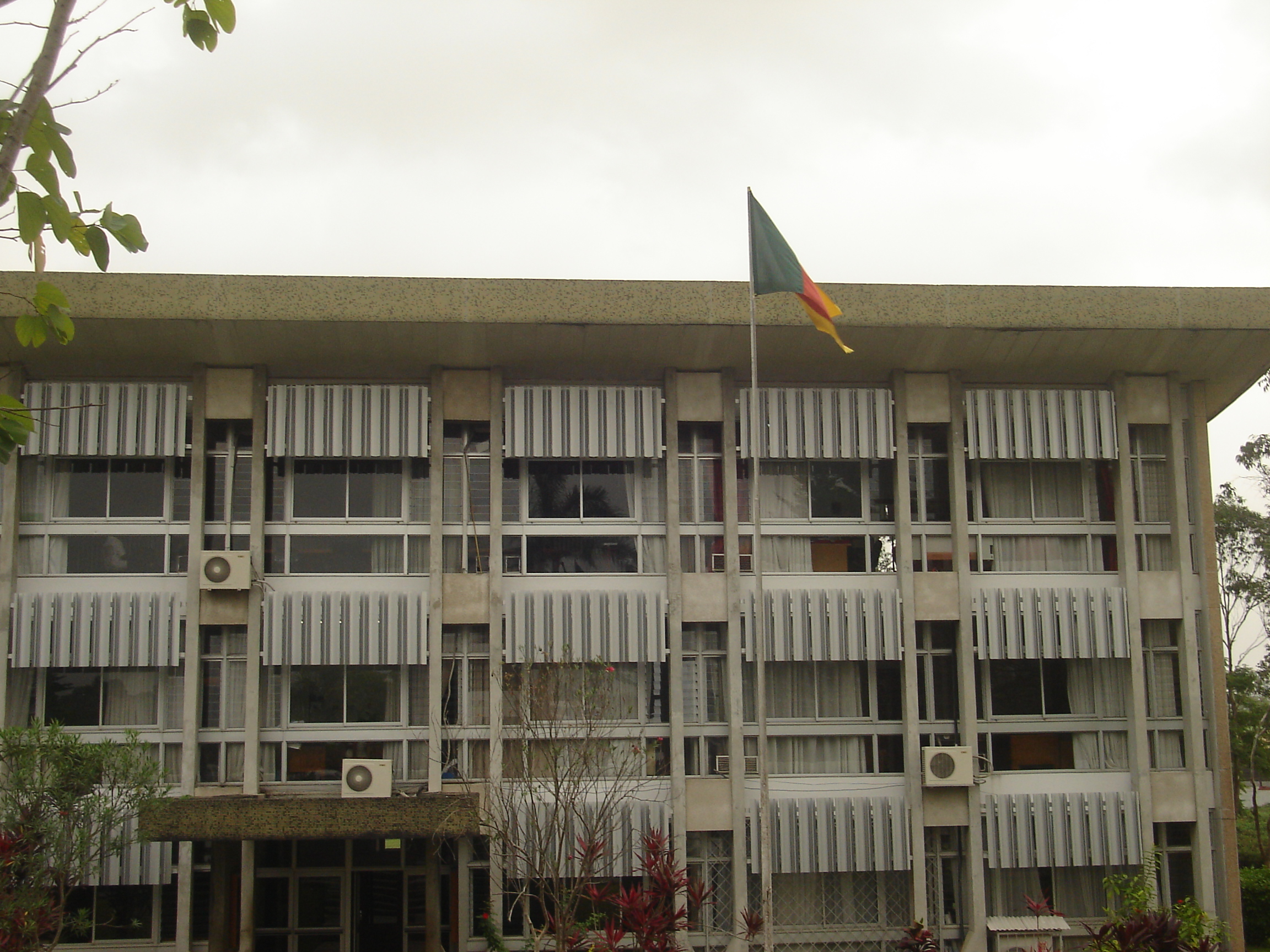
Bâtiment administratif de l'université de Buéa.
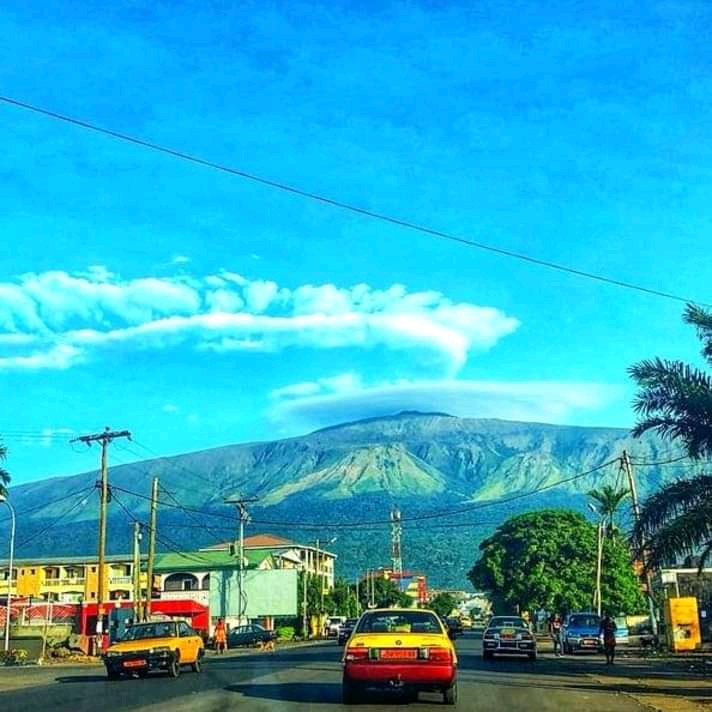
Ville de Buéa.
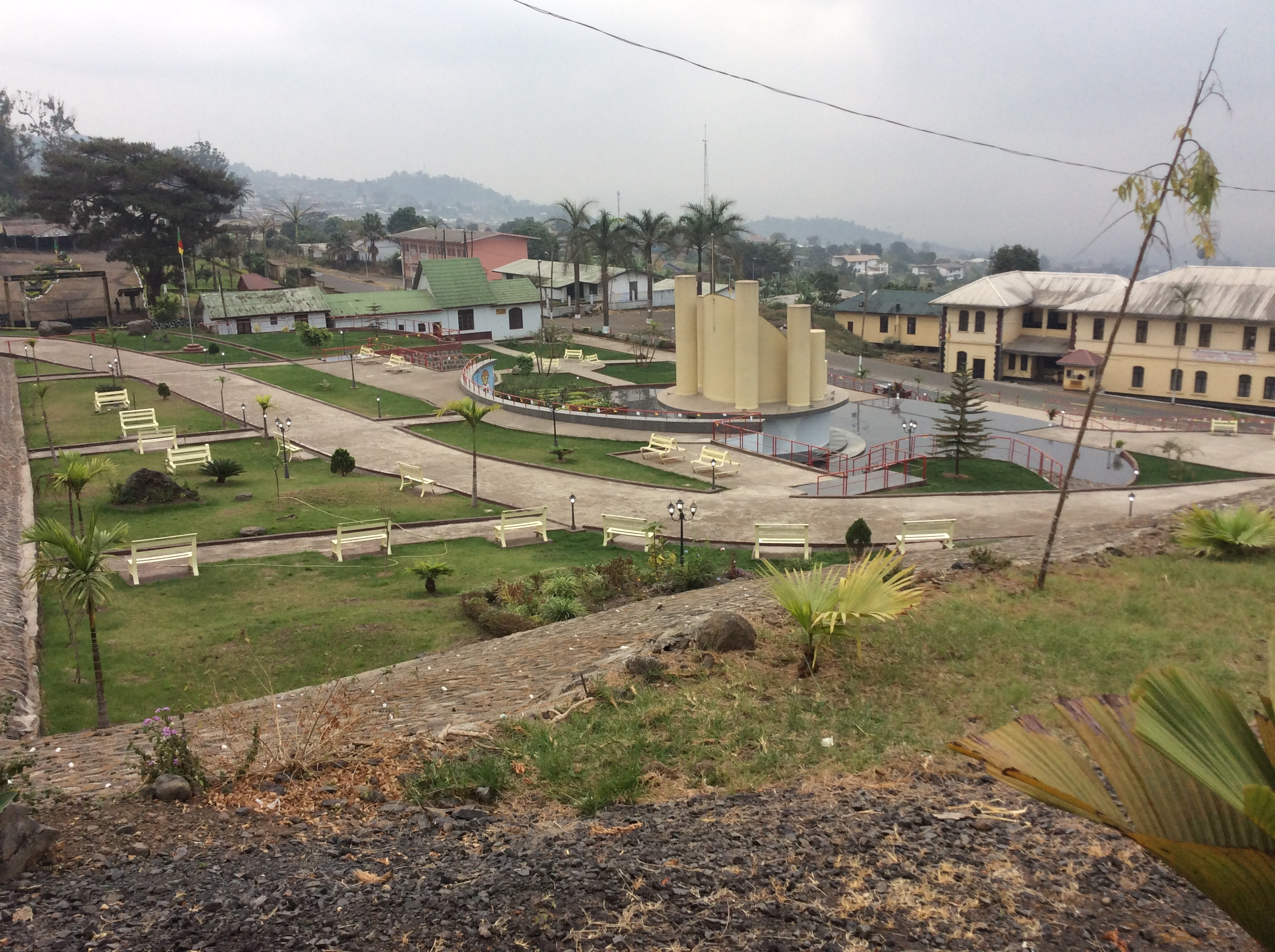
Monument de la réunification, Buéa.
Vue du Monument de la réunification, Buéa.

## Chefferies traditionnelles
La région du Sud-Ouest compte six chefferies traditionnelles de 1er degré, 46 chefferies de 2e degré et 812 chefferies de 3e degré. Les six chefferies de 1er degré sont : 
- Chefferie Victoria Town ;
- Chefferie Buéa Town ;
- Chefferie Kumba Town ;
- Chefferie Mamfé Town ;
- Chefferie Fontem ;
- Chefferie Bamumbu à Wabane.

## Politique

### Conseil régional
Le Conseil régional du Sud-Ouest mis en place à la suite des élections du 6 décembre 2020. Il est composé, comme dans les dix régions du pays, de 90 conseillers. 70 sont élus par les conseillers municipaux : chaque département est représenté par un nombre de conseillers régionaux relativement à sa population : Fako (21), Kupe-Muanenguba (6), Lebialem (6), Manyu (9), Meme (15), Ndian (13) ; de plus 20 conseillers sont élus par le commandement traditionnel.

### Députés
La région du Sud-Ouest est représentée par 15 députés à l'Assemblée nationale, selon la répartition suivante : Kumba Urban Center (1), East Fako (2), West Fako (1), Ndiam (3), Manyu (3), Kupe Manengouba (2), Lebialem (1), West Meme (1), Buea Urban Center (1).

## Philatélie
En 1973, la République unie du Cameroun a émis une série de trois timbres intitulés « Danses folkloriques du Sud-Ouest camerounais », d'une valeur de 10 F, 25 F et 45 F.

## Culture

Danses des peuples
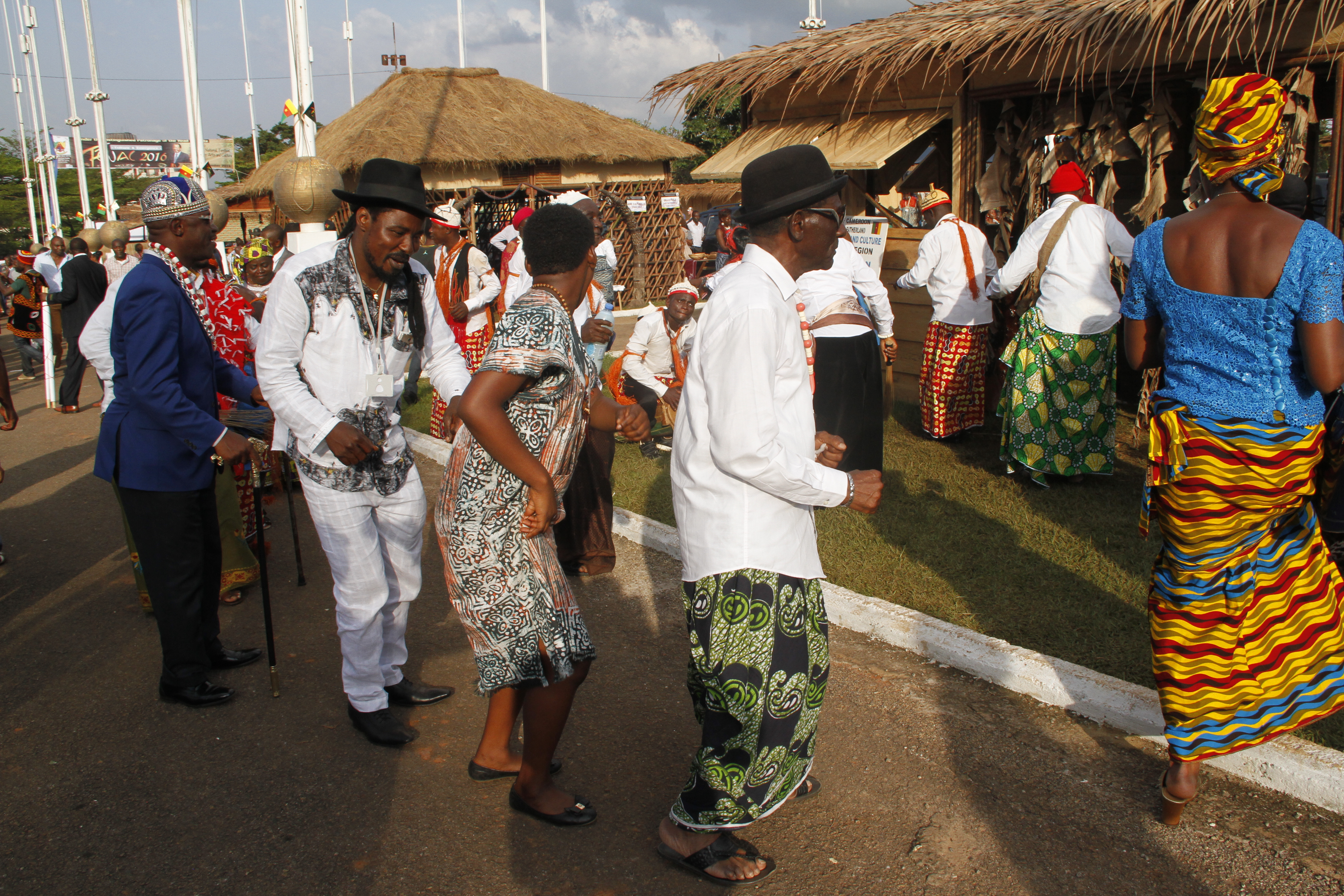
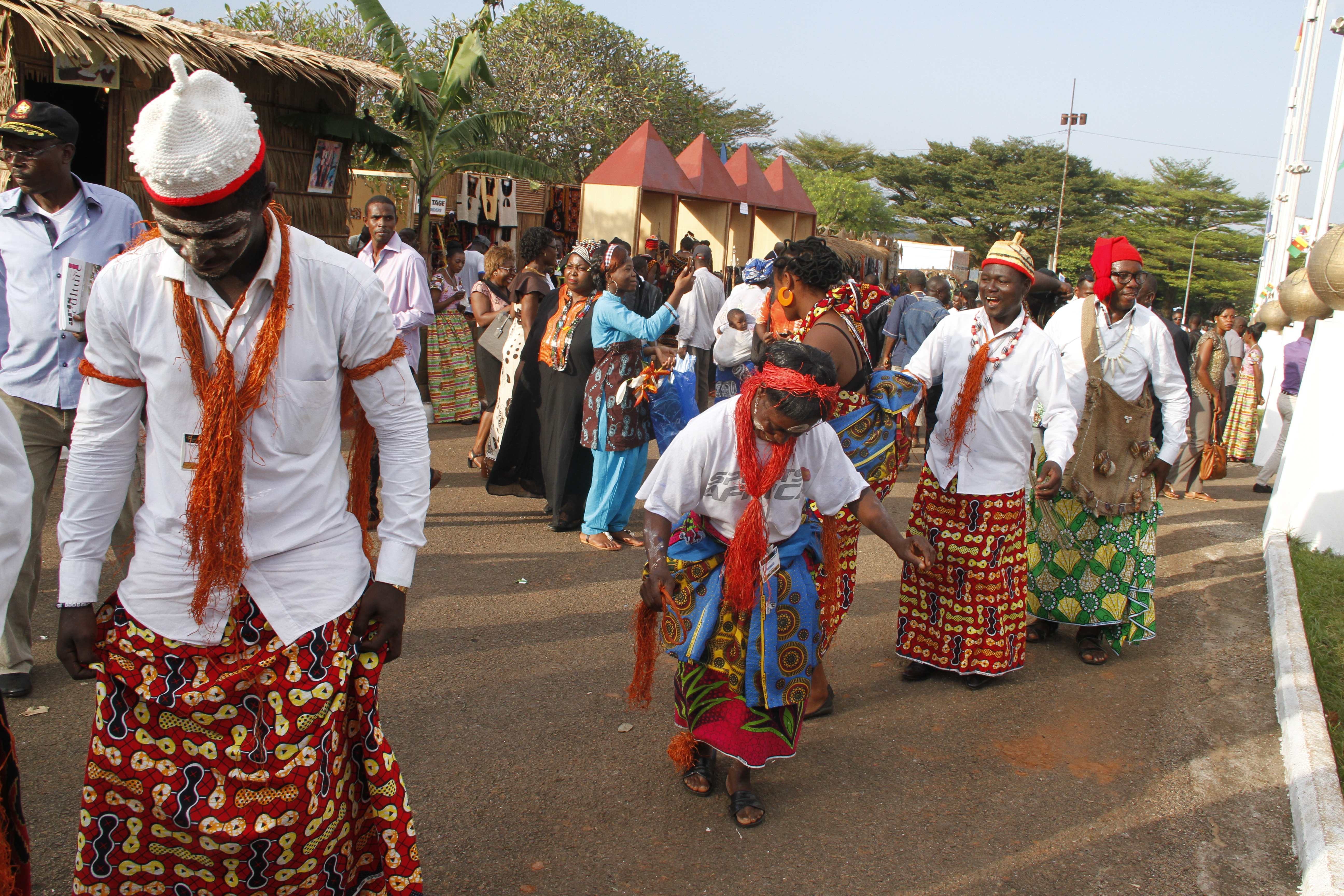
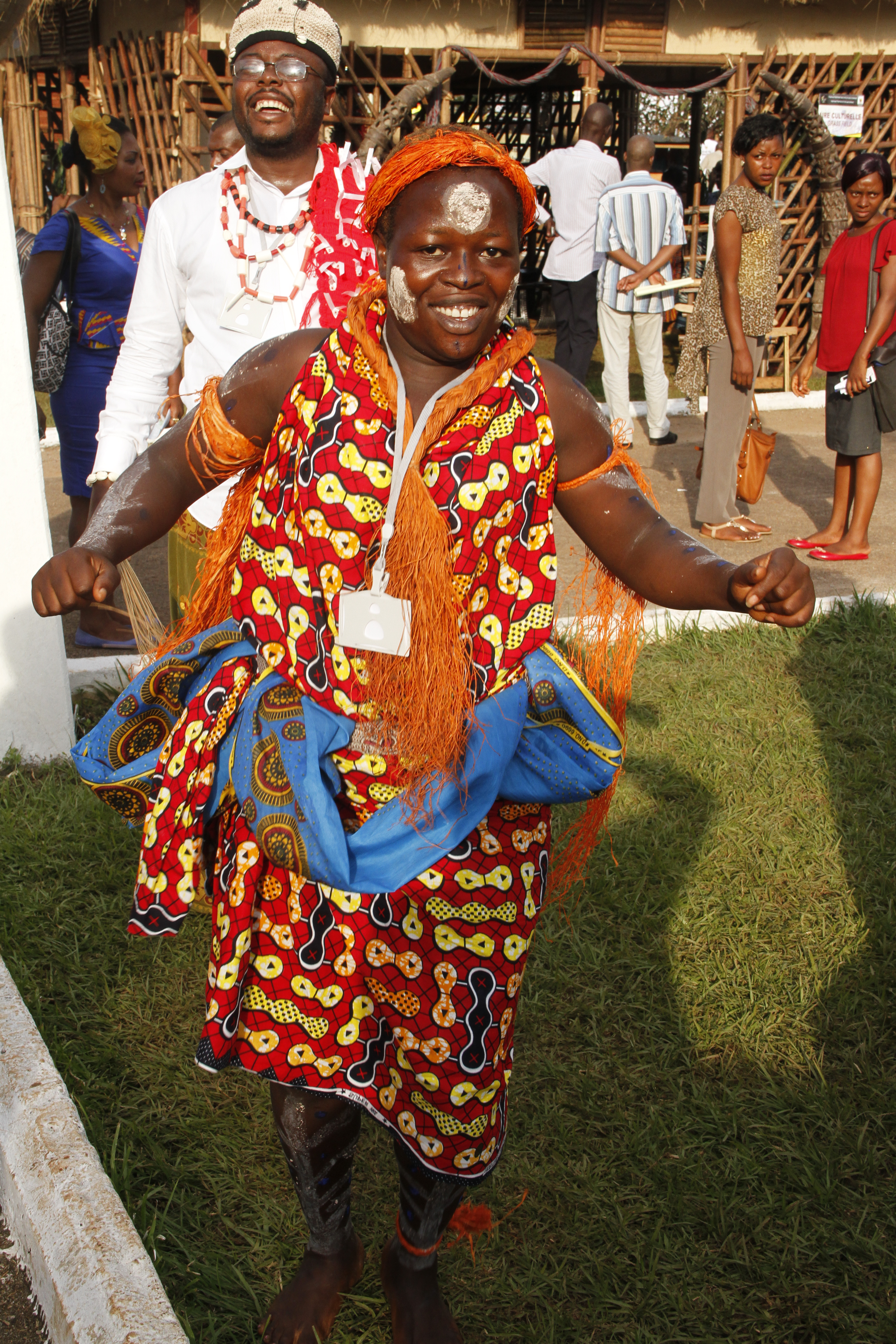
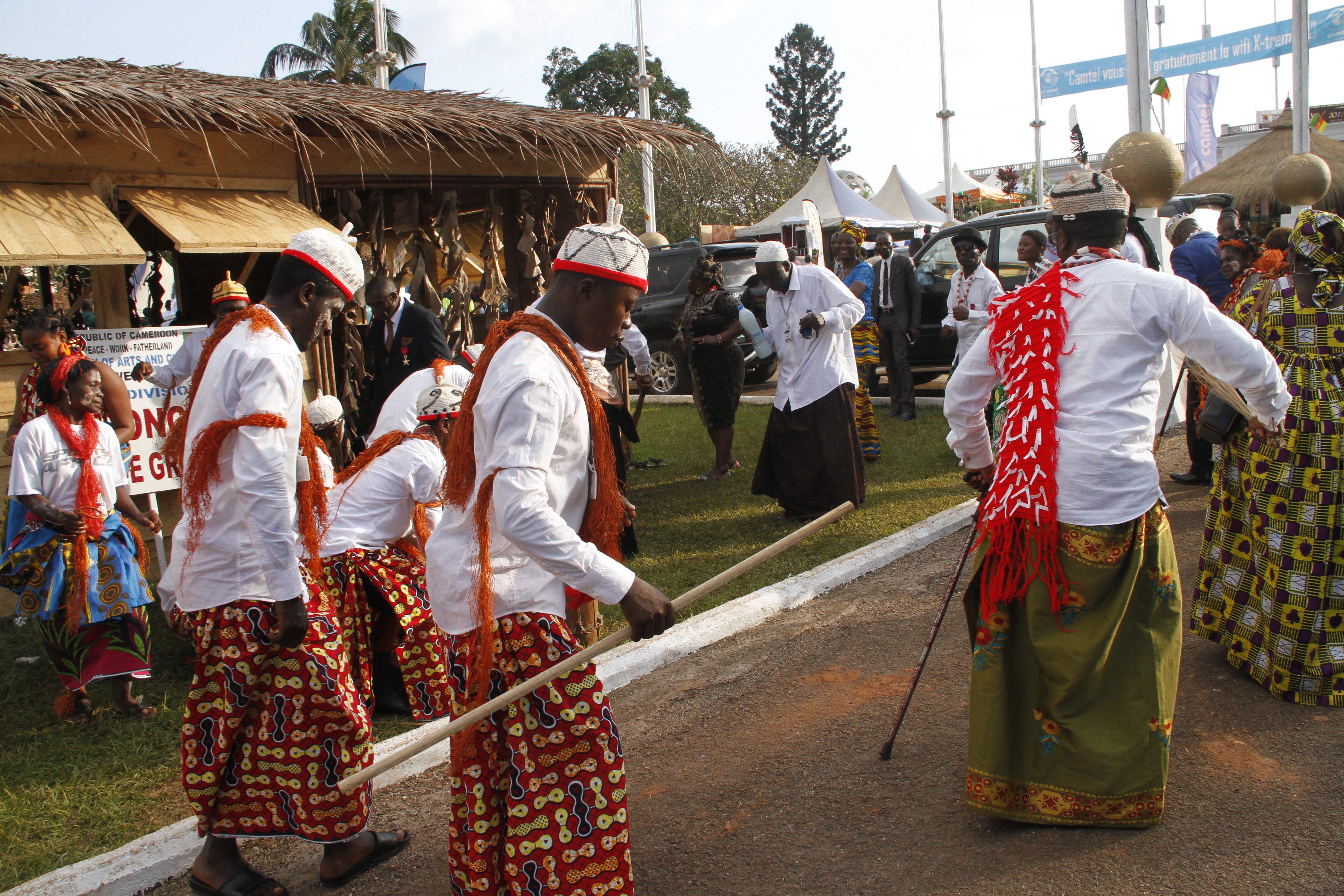
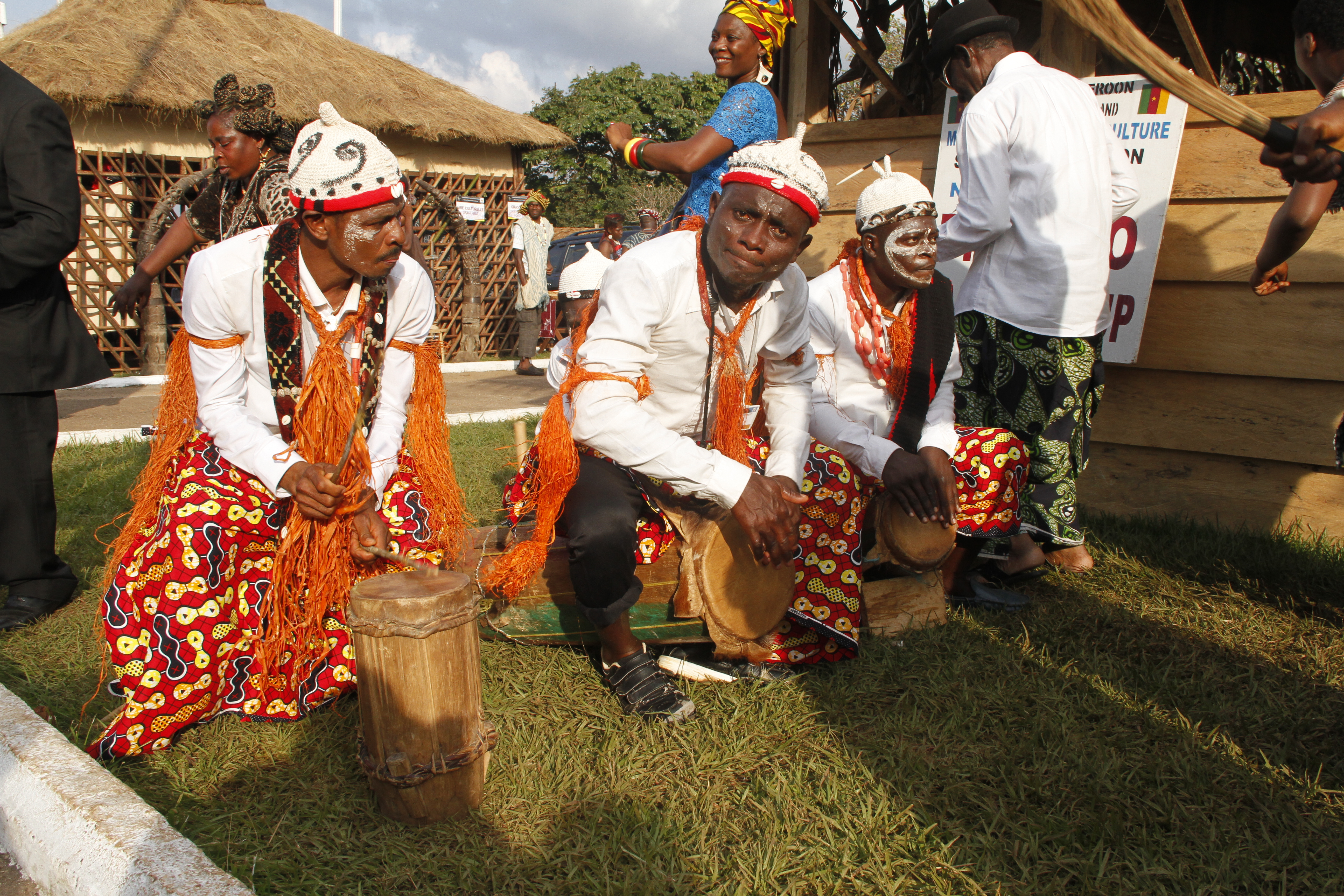
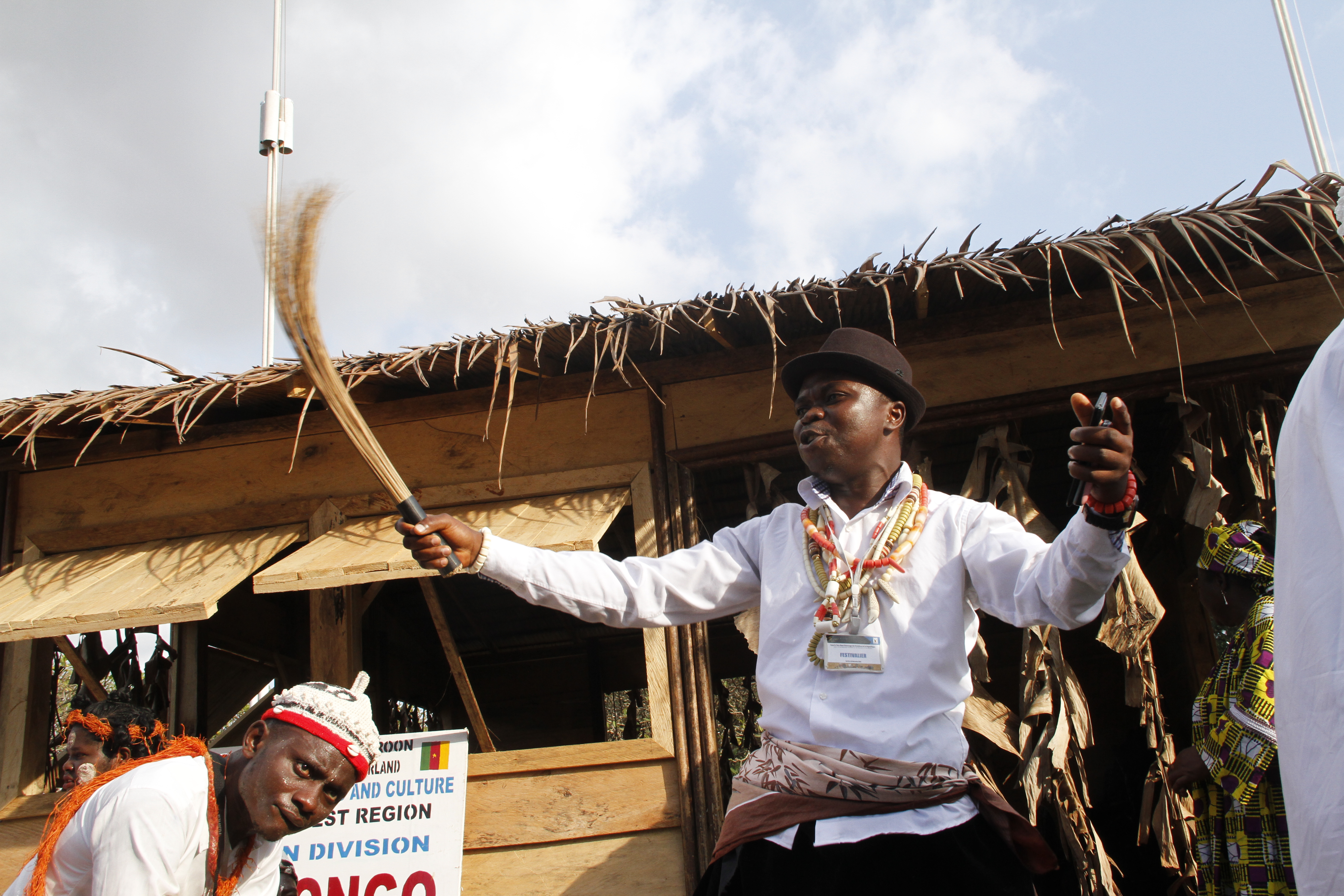
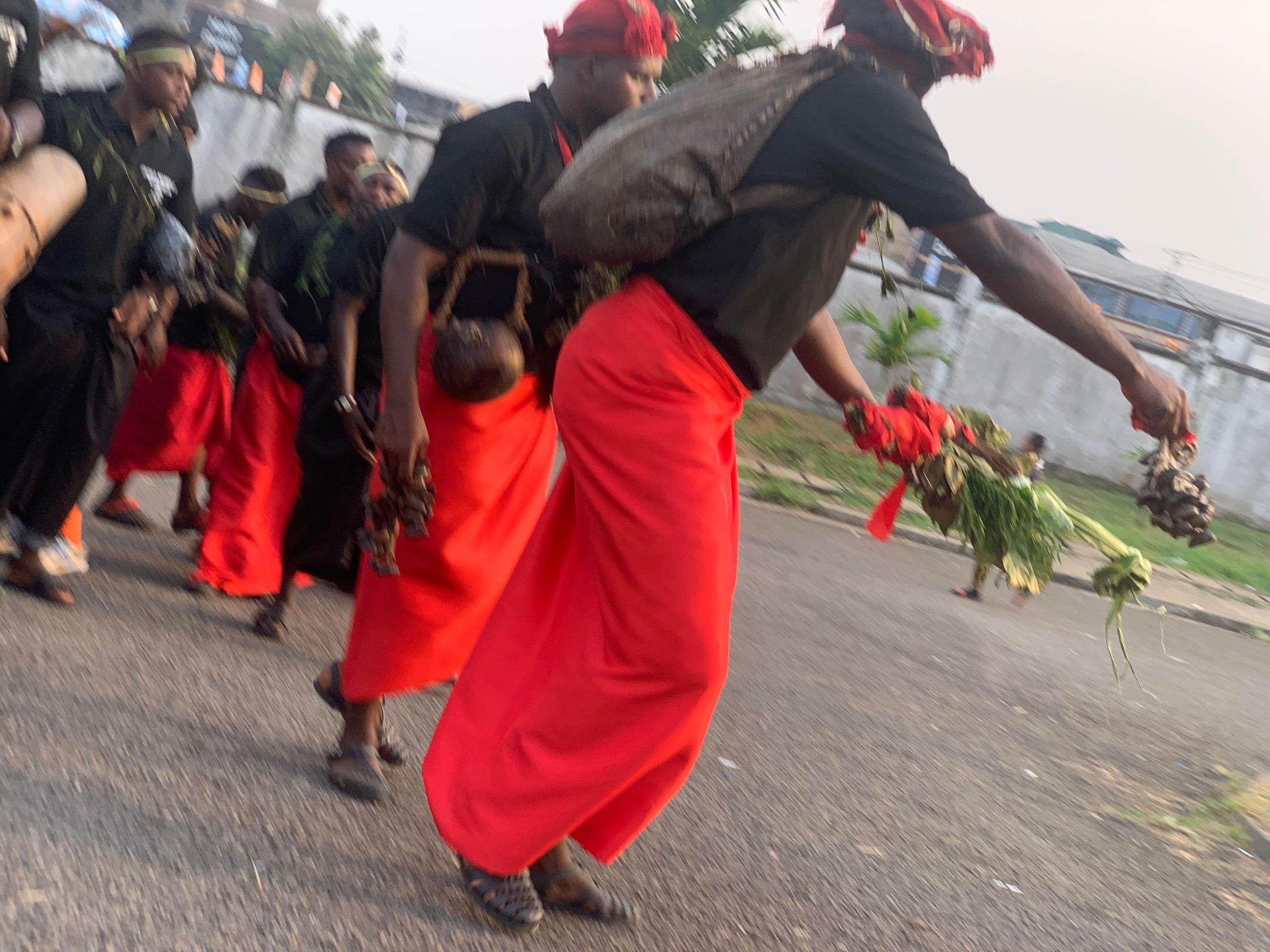
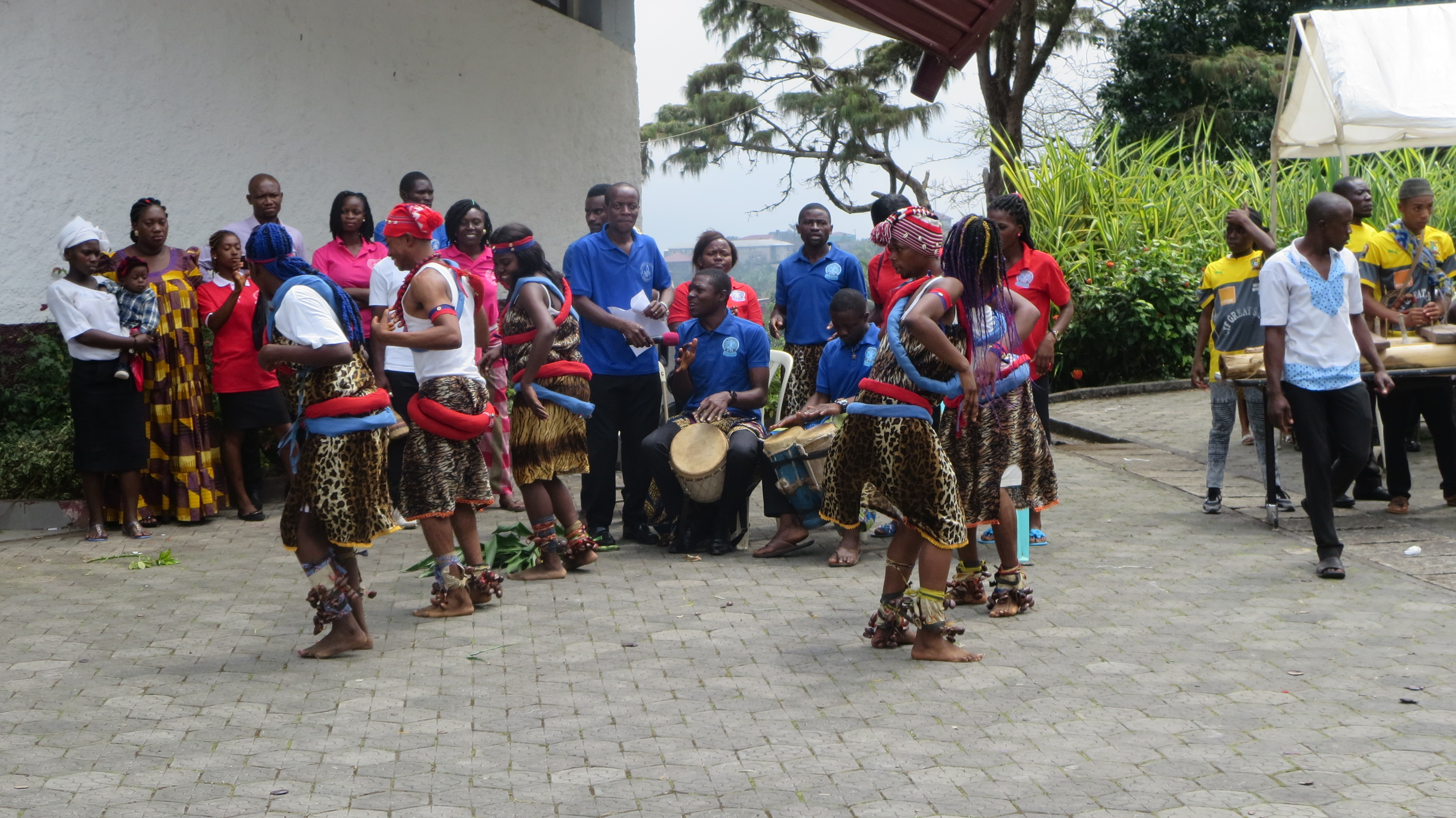

Éléments de repas traditionnels des peuples
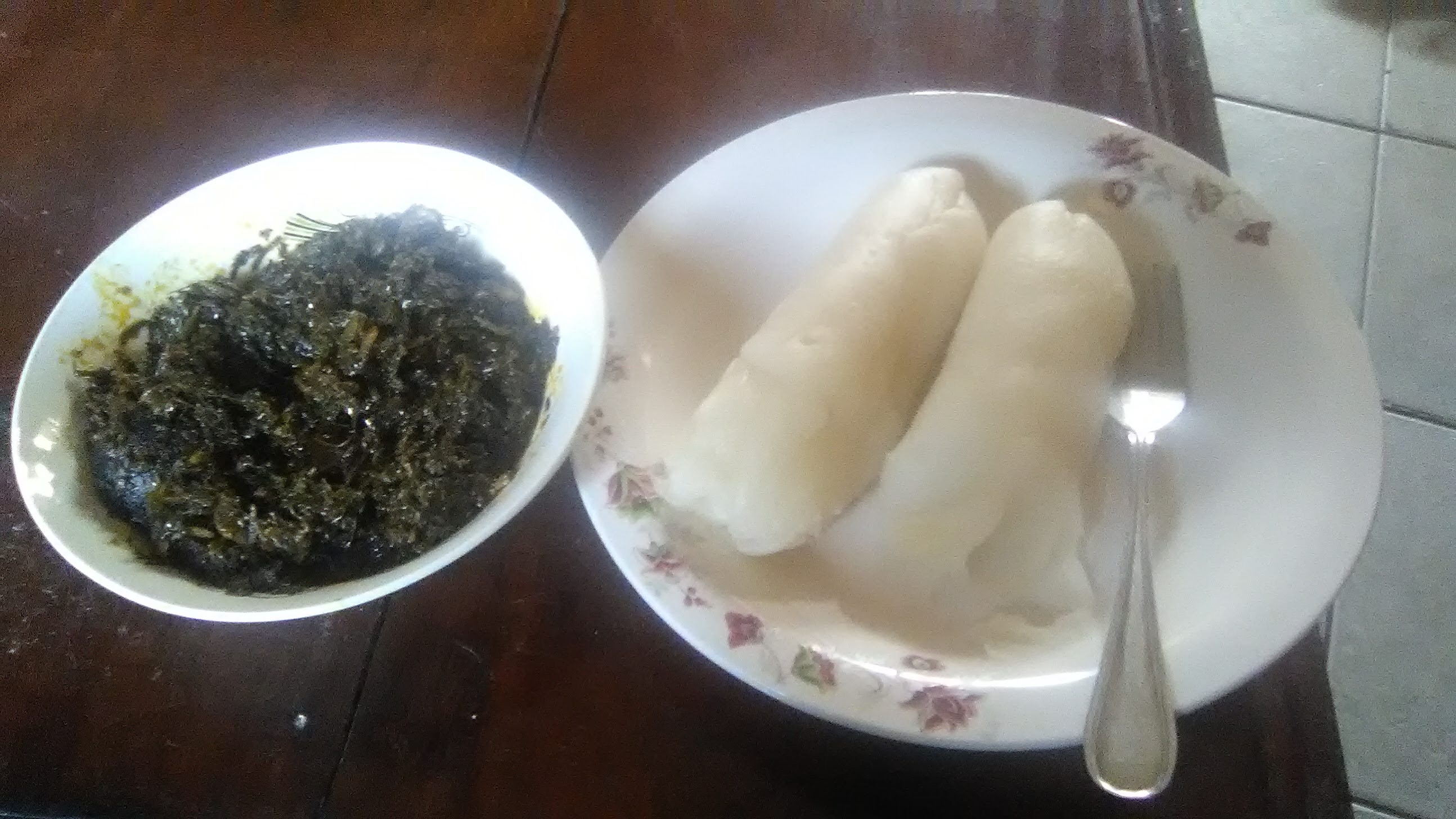
Eru et Waterfufu.
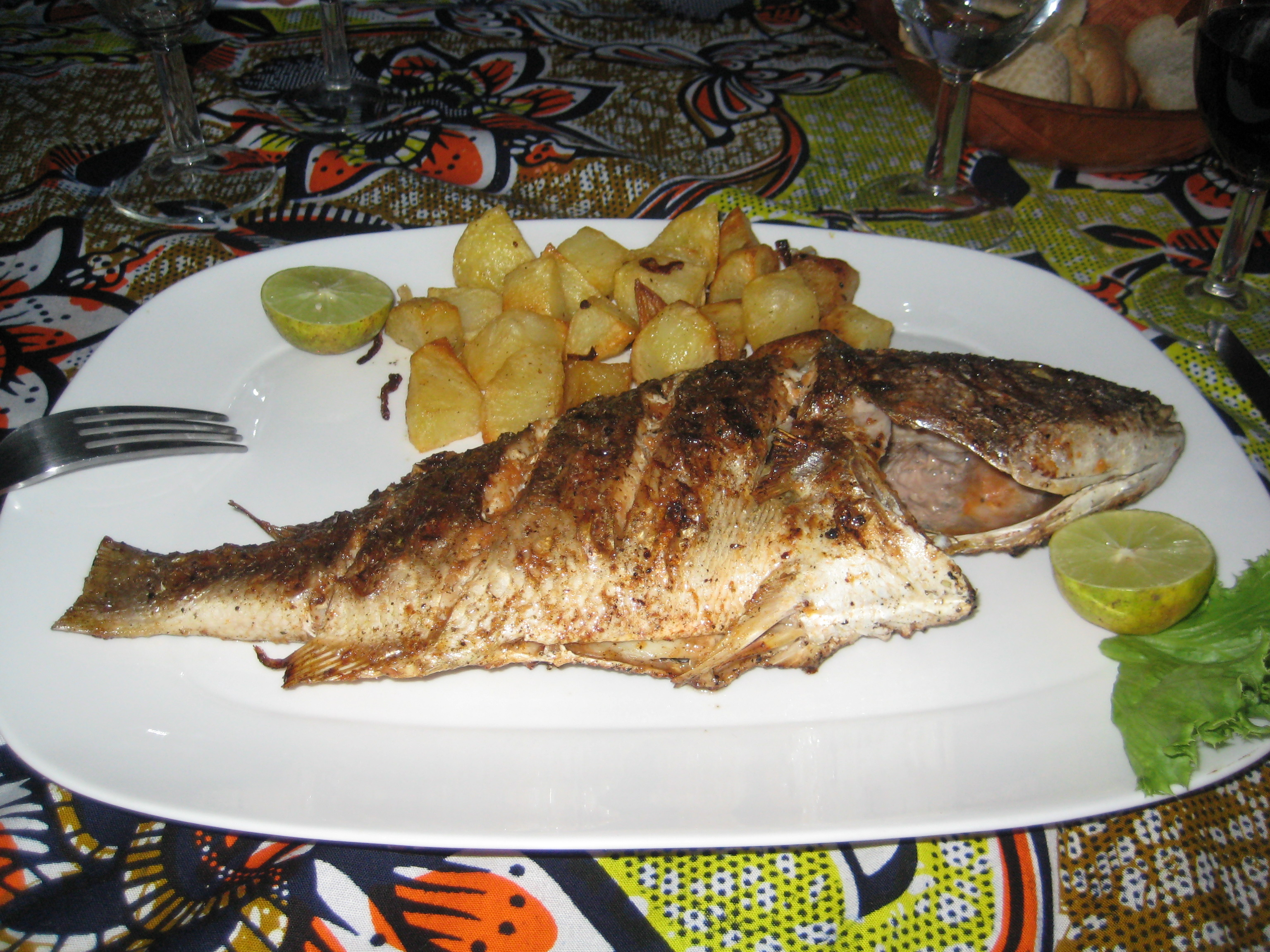
Poisson barbecue et frites de pommes.
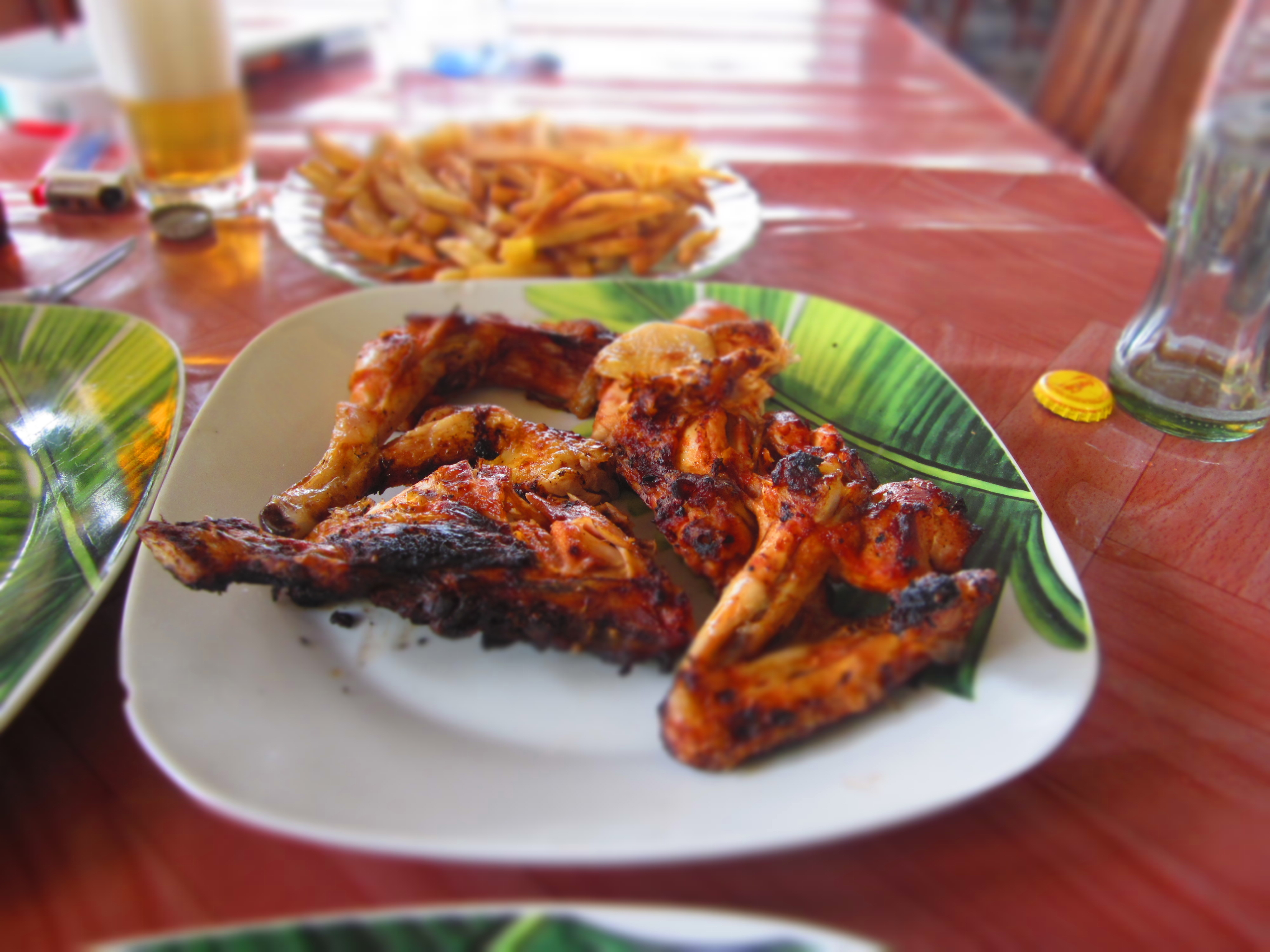
Poulet barbecue, ici à Buéa.